# Joaquín Furriel
Joaquín Alejandro Furriel (Buenos Aires, 26 de agosto de 1974) é um ator argentino.

## Vida pessoal
Em 2005 começou um relacionamento com a atriz Paola Krum. O casal se casou e, após seis anos, se divorciaram em 24 de maio de 2011. Eles têm uma filha chamada Eloísa Furriel Krum. Desde 2016 ele estava em um relacionamento com a atriz Eva De Dominici, mas eles se separaram em 2018. Em 2015 ele sofreu um acidente vascular cerebral.